# Де Лима, Маркус Рожериу
Ма́ркус Роже́риу де Ли́ма (порт.-браз. Marcos Rogério de Lima; 25 мая 1985, Рибейран-Пирис) — бразильский боец смешанного стиля, представитель тяжёлой и полутяжёлой весовых категорий. Выступает на профессиональном уровне начиная с 2009 года, известен по участию в турнирах бойцовских организаций UFC и Strikeforce, участник бойцовского реалити-шоу The Ultimate Fighter. Занимает 12 строчку официального рейтинга UFC в тяжёлом весе.

## Биография
Маркус Рожериу де Лима родился 25 мая 1985 года в муниципалитете Рибейран-Пирис штата Сан-Паулу.
Дебютировал в смешанных единоборствах на профессиональном уровне в марте 2009 года, победив своего первого соперника техническим нокаутом в первом же раунде. Дрался преимущественно не территории штата Сан-Паулу в различных местных бойцовских промоушенах, таких как Renegade Fight Championship, Ares Chaos MMA, Full Fight, Nitrix Champion Fight, First Class Fight, MFC — во всех случаях неизменно становился победителем. Первую по-настоящему серьёзную победу одержал в октябре 2010 года, когда единогласным решением судей выиграл у опытнейшего соотечественника Паулу Филью.
Имея в послужном списке восемь побед подряд без единого поражения, в 2011 году де Лима привлёк к себе внимание крупной американской организации Strikeforce и вскоре подписал с ней контракт. Тем не менее, его выступление здесь оказалось неудачным — он встретился с американцем Майком Кайлом и проиграл единогласным судейским решением. Затем продолжил выступать в Бразилии, был претендентом на титул чемпиона Shooto Brazil в тяжёлом весе, но в титульном поединке потерпел поражение нокаутом от соотечественника Карлуса Эдуарду.
В 2014 году де Лима стал участником третьего бразильского сезона популярного бойцовского реалити-шоу The Ultimate Fighter. В стартовом отборочном поединке с помощью удушающего приёма «гильотина» победил Тиагу Сантуса и под первым номером был выбран в команду Чейла Соннена. На предварительном этапе единогласным решением судей взял верх над Жоллисоном Франсиско, после чего в четвертьфинале удушающим приёмом сзади проиграл Антониу Карлусу Жуниору.
По итогам реалити-шоу подписал контракт с крупнейшей бойцовской организацией мира Ultimate Fighting Championship, в дебютном поединке за 20 секунд нокаутировал Ричардсона Морейру. Второй бой также оказался для него успешным, он взял верх над хорватом Игором Покраяцом, добившись технического нокаута уже в первом раунде. Однако в третьем поединке в августе 2015 года, встретившись с представителем Украины Никитой Крыловым, проиграл в результате попадания в удушающий приём сзади. В следующем году провёл в UFC два боя, в первом с помощью «ручного треугольника» заставил сдаться американца Клинта Хестера, во втором уступил сдачей недавно пришедшему в организацию россиянину Гаджимураду Антигулову. В январе 2017 года техническим нокаутом в первом раунде победил Джереми Кимбалла.

## Статистика в профессиональном ММА
| Боёв 32  | Побед 22 | Поражений 9 |
| -------- | -------- | ----------- |
| Нокаутом | 15       | 2           |
| Сдачей   | 3        | 5           |
| Решением | 4        | 2           |
| Ничьи    | 1        | 1           |

| Результат | Рекорд | Соперник                 | Способ                                   | Турнир                                                     | Дата             | Раунд | Время | Место                        | Примечание                                                       |
| --------- | ------ | ------------------------ | ---------------------------------------- | ---------------------------------------------------------- | ---------------- | ----- | ----- | ---------------------------- | ---------------------------------------------------------------- |
| Победа    | 22–9–1 | Джуниор Тафа             | TKO (удары)                              | UFC 298                                                    | 17 февраля 2024  | 2     | 1:14  | Анахайм, Калифорния, США     |                                                                  |
| Поражение | 21-9-1 | Деррик Льюис             | ТКО (удары руками)                       | UFC 291                                                    | 29 июля 2023     | 1     | 0:33  | Солт-Лейк-Сити, Юта, США     |                                                                  |
| Победа    | 21–8–1 | Уолдо Кортес-Акоста      | Единогласное решение                     | UFC Fight Night: Сун vs. Симон                             | 29 апреля 2023   | 3     | 5:00  | Лас-Вегас, Невада, США       |                                                                  |
| Победа    | 20–8–1 | Андрей Орловский         | Сдача (удушение сзади)                   | UFC Fight Night: Каттар vs. Аллен                          | 29 октября 2022  | 1     | 1:50  | Лас-Вегас, Невада, США       |                                                                  |
| Поражение | 19-8-1 | Благой Иванов            | Единогласное решение                     | UFC 274                                                    | 7 мая 2022       | 3     | 5:00  | Финикс, Аризона, США         |                                                                  |
| Победа    | 19–7–1 | Бен Ротвелл              | TKO (удары руками)                       | UFC Fight Night: Холлоуэй vs. Родригес                     | 13 ноября 2021   | 1     | 0:32  | Лас-Вегас, США               |                                                                  |
| Победа    | 18–7–1 | Морис Грин               | Единогласное решение                     | UFC on ESPN: Rodriguez vs. Waterson                        | 8 мая 2021       | 3     | 5:00  | Лас-Вегас, США               |                                                                  |
| Поражение | 17-7-1 | Александр Романов        | Техническая сдача (удушение предплечьем) | UFC on ESPN: Сантус vs. Тейшейра                           | 7 ноября 2020    | 1     | 4:48  | Лас-Вегас, США               |                                                                  |
| Победа    | 17-6-1 | Бен Сосоли               | TKO (удары руками)                       | UFC Fight Night: Felder vs. Hooker                         | 23 февраля 2020  | 1     | 1:28  | Окленд, Новая Зеландия       |                                                                  |
| Поражение | 16-6-1 | Стефан Стрюве            | Сдача (треугольник руками)               | UFC Fight Night: Błachowicz vs. Santos                     | 23 февраля 2019  | 2     | 2:21  | Прага, Чехия                 |                                                                  |
| Победа    | 16-5-1 | Адам Вечорек             | Единогласное решение                     | UFC 230                                                    | 3 ноября 2018    | 3     | 5:00  | Нью-Йорк, США                | Вернулся в тяжёлый вес.                                          |
| Поражение | 15-5-1 | Овинс Сен-Прё            | Сдача (удушение вон флю)                 | UFC Fight Night: Swanson vs. Lobov                         | 22 апреля 2017   | 2     | 2:11  | Нашвилл, США                 |                                                                  |
| Победа    | 15-4-1 | Джереми Кимбалл          | TKO (удары руками)                       | UFC on Fox: Shevchenko vs. Peña                            | 28 января 2017   | 1     | 2:27  | Денвер, США                  | Бой в промежуточном весе 209.5 lbs, де Лима не уложился в лимит. |
| Поражение | 14-4-1 | Гаджимурад Антигулов     | Сдача (гильотина)                        | UFC Fight Night: Bader vs. Nogueira 2                      | 19 ноября 2016   | 1     | 1:07  | Сан-Паулу, Бразилия          |                                                                  |
| Победа    | 14-3-1 | Клинт Хестер             | Сдача (треугольник руками)               | UFC 197                                                    | 23 апреля 2016   | 1     | 4:35  | Лас-Вегас, США               |                                                                  |
| Поражение | 13-3-1 | Никита Крылов            | Сдача (удушение сзади)                   | UFC Fight Night: Holloway vs. Oliveira                     | 23 августа 2015  | 1     | 2:29  | Саскатун, Канада             |                                                                  |
| Победа    | 13-2-1 | Игор Покраяц             | TKO (удары)                              | UFC Fight Night: Machida vs. Dollaway                      | 20 декабря 2014  | 1     | 1:59  | Баруэри, Бразилия            |                                                                  |
| Победа    | 12-2-1 | Ричардсон Морейра        | KO (удары руками)                        | The Ultimate Fighter Brazil 3 Finale: Miocic vs. Maldonado | 31 мая 2014      | 1     | 0:20  | Сан-Паулу, Бразилия          | Бой в тяжёлом весе.                                              |
| Ничья     | 11-2-1 | Бен Рейтер               | Ничья                                    | Inka FC 22                                                 | 29 августа 2013  | 3     | 5:00  | Лима, Перу                   | Бой в среднем весе.                                              |
| Победа    | 11-2   | Антониу Салес Жуниор     | TKO (удары руками)                       | Fair Fight: MMA Edition                                    | 16 декабря 2012  | 1     | 3:46  | Сан-Паулу, Бразилия          |                                                                  |
| Победа    | 10-2   | Валтер Луис да Силва     | TKO (удары руками)                       | Max Sport 3.1                                              | 10 ноября 2012   | 1     | 4:20  | Сан-Паулу, Бразилия          |                                                                  |
| Победа    | 9-2    | Фабиану Адамс            | Сдача (треугольник руками)               | Shooto Brazil 31                                           | 29 июня 2012     | 1     | 3:33  | Бразилиа, Бразилия           |                                                                  |
| Поражение | 8-2    | Карлус Эдуарду           | KO (удары руками)                        | Shooto Brazil 29                                           | 26 апреля 2012   | 2     | 0:17  | Рио-де-Жанейро, Бразилия     | Бой за титул чемпиона Shooto Brazil в полутяжёлом весе.          |
| Поражение | 8-1    | Майк Кайл                | Единогласное решение                     | Strikeforce: Barnett vs. Kharitonov                        | 10 сентября 2011 | 3     | 5:00  | Цинциннати, США              | Дебют в полутяжёлом весе.                                        |
| Победа    | 8-0    | Паулу Филью              | Единогласное решение                     | First Class Fight 5                                        | 23 октября 2010  | 3     | 5:00  | Сан-Паулу, Бразилия          |                                                                  |
| Победа    | 7-0    | Дэнниел Виллегас         | TKO (удары руками)                       | MFC 4: Chile vs. The World                                 | 4 сентября 2010  | N/A   | N/A   | Сантьяго, Чили               | Бой в тяжёлом весе.                                              |
| Победа    | 6-0    | Леонарду Лусио Насименту | TKO (удары руками)                       | First Class Fight 4                                        | 30 июня 2010     | 2     | N/A   | Сан-Паулу, Бразилия          | Бой в тяжёлом весе.                                              |
| Победа    | 5-0    | Нелсон Мартинс           | Сдача (удары руками)                     | Nitrix Champion Fight 5                                    | 15 мая 2010      | 2     | 0:48  | Балнеариу-Камбориу, Бразилия |                                                                  |
| Победа    | 4-0    | Рафаэл Навас             | TKO (удары руками)                       | Full Fight 2                                               | 24 октября 2009  | 1     | 3:49  | Сан-Паулу, Бразилия          |                                                                  |
| Победа    | 3-0    | Силвериу Буэну           | KO (удар рукой)                          | Ares Chaos MMA                                             | 17 октября 2009  | 1     | 0:39  | Сан-Паулу, Бразилия          |                                                                  |
| Победа    | 2-0    | Антониу Консейсан        | KO (удар рукой)                          | Renegade Fight Championship 3                              | 19 сентября 2009 | 1     | 1:55  | Бебедору, Бразилия           |                                                                  |
| Победа    | 1-0    | Амаури Гумс              | TKO (удары руками)                       | Renegade Fight Championship 1                              | 14 марта 2009    | 1     | N/A   | Бебедору, Бразилия           |                                                                  |

### Показательные выступления
| Результат | Рекорд | Соперник              | Способ                 | Турнир       | Дата                    | Раунд | Время | Место               | Примечание                                           |
| --------- | ------ | --------------------- | ---------------------- | ------------ | ----------------------- | ----- | ----- | ------------------- | ---------------------------------------------------- |
| Поражение | 2-1    | Антониу Карлус Жуниор | Сдача (удушение сзади) | TUF Brasil 3 | 20 мая 2014 (airdate)   | 1     | 3:22  | Сан-Паулу, Бразилия | Полуфинал The Ultimate Fighter: Brazil 3.            |
| Победа    | 2-0    | Жоллисон Франсиско    | Единогласное решение   | TUF Brasil 3 | 11 мая 2014 (airdate)   | 2     | 5:00  | Сан-Паулу, Бразилия | Предварительный этап The Ultimate Fighter: Brazil 3. |
| Победа    | 1-0    | Тиагу Сантус          | Сдача (гильотина)      | TUF Brasil 3 | 16 марта 2014 (airdate) | 1     | N/A   | Сан-Паулу, Бразилия | Отборочный этап The Ultimate Fighter: Brazil 3.      |